# Dennis Hoey
Dennis Hoey  (născut Samuel David Hyams; n. 30 martie 1893, Londra, Regatul Unit al Marii Britanii și Irlandei – d. 25 iulie 1960, Palm Beach⁠(d), Florida, SUA) a fost un actor britanic de teatru și film, cel mai bine cunoscut pentru interpretarea inspectorului Lestrade în șase filme din seria Sherlock Holmes realizate de Universal Studios.

## Tinerețea
Hoey s-a născut cu numele Samuel David Hyams în Londra, din părinți evrei ruși sau după alte surse din părinți evrei ruși și irlandezi, care își câștigau existența conducând un mic han din Brighton, pe coasta comitatului englez East Sussex. El a primit o educație formală la Brighton College și a dorit inițial să devină profesor.
A servit în Armata Britanică în timpul Primului Război Mondial 1. După o carieră de cântăreț, care a inclus distrarea militarilor britanici în timpul serviciului militar, Hoey s-a orientat către teatru în 1918 și mai târziu către filmele de cinema. În 1931 s-a mutat în Statele Unite ale Americii și a început o carieră la Hollywood.

## Film
Primul film în care a apărut Hoey a fost Tell England. El este cel mai bine cunoscut pentru rolul inspectorului Lestrade în șase filme din seria Sherlock Holmes realizate de Universal Studios. De asemenea, el l-a interpretat pe profesorul de la școala Harrow în The Foxes of Harrow și a apărut în Tarzan and the Leopard Woman.

## Scena de teatru
Hoey a apărut frecvent în spectacolele de pe scena londoneză, inclusiv în cele organizate de compania cu repertoriu shakespearean a lui Sydney Carroll. L-a interpretat pe domnul Rochester, jucând alături de Katharine Hepburn, în producția americană a adaptării pentru scenă a romanului Jane Eyre, realizată de Helen Jerome. El a scris, de asemenea, o piesă intitulată The Haven și a efectuat turnee cu ea în 1946, alături de Melville Cooper, Valerie Cossart și Viola Roache.
Printre spectacolele de pe Broadway în care a jucat se numără Hassan (1924), Katja (1926-1927), Green Waters (1936), Virginia (1937), Empress of Destiny (1938), The Circle (1938), Lorelei (1938), The Burning Deck (1940), Heart of a City (1942), The Haven (1946) și Getting Married (1951).

## Radio
La radio, Hoey l-a interpretat pe dl. Welby, în spectacolul Pretty Kitty Kelly, difuzat de CBS.

## Viața personală
Numărul 45 al revistei Films of the Golden Age include un interviu cu fiul lui Hoey, Michael A. Hoey (1934-2014), care discută pe larg despre tinerețea lui Dennis Hoey, despre carieră, căsătorie și moarte. În cartea sa, Elvis, Sherlock and Me: How I Survived Growing Up in Hollywood (Bear Manor Media-2007), el discută despre cariera tatălui său și despre relația lor uneori conflictuală.

## Moartea
Hoey a murit la 25 iulie 1960, la vârsta de 67 de ani, în Palm Beach, Florida, din cauza unei boli de rinichi. Trupul său a fost înmormântat în cimitirul Myrtle Hill Memorial Park din Tampa, Florida.

## Filmografie
- Tip Toes (1927) - hotelier
- The Man from Chicago (1930) - Jimmy Donovan
- Tell England (1931) - Padre
- Never Trouble Trouble (1931) - străinul
- Love Lies (1931) - Cyrus Watt
- Life Goes On (1932) - Anthony Carlisle
- The Maid of the Mountains (1932) - Orsino
- Baroud (1933) - căpitanul Sabry
- The Good Companions (1933) - Joe Brundit
- The Wandering Jew (1933) - lordul Beaudricourt
- Maid Happy (1933) - Sir Rudolph Bartlett
- Facing the Music (1933) - Capradossi
- My Old Duchess (1934) - Montagu Neilson
- Lily of Killarney (1934) - Miles-Na-Copaleen
- Chu Chin Chow (1934) - Rakham
- I Spy (1934) - MNT
- Jew Süss (1934) - Dieterle
- Brewster's Millions (1935) - Mario
- Immortal Gentleman (1935) - soldatul / Toby Belch
- Honeymoon for Three (1935) - Mons Daumery
- The Tunnel (1935) - muncitor (nemenționat)
- The Mystery of the Mary Celeste (1935) - Tom Goodschard
- Maria Marten, or The Murder in the Red Barn (1935) - pariorul câștigător
- Black Roses (1936) - Nikander
- Uncivilised (1937) - conducătorul alb Mara
- A Yank in the R.A.F. (1941) - ofițerul de informații
- Confirm or Deny (1941) - Duffield, ministrul informațiilor
- Son of Fury: The Story of Benjamin Blake (1942) - lordul Tarrant
- This Above All (1942) - Parsons
- Cairo (1942) - colonelul Woodhue
- Sherlock Holmes - Arma secretă (Sherlock Holmes and the Secret Weapon, 1942) - inspectorul Lestrade
- Forever and a Day (1943) - persoana de la mutări
- Frankenstein contra Omul-Lup (Frankenstein Meets the Wolf Man, 1943) - inspectorul Owen
- They Came to Blow Up America (1943) - col. Taeger
- Bomber's Moon (1943) - colonelul von Grunow
- Sherlock Holmes Faces Death (1943) - inspectorul Lestrade
- The Spider Woman (1943) - inspectorul Lestrade
- Uncertain Glory (1944) - preotul Le Clerc
- The Pearl of Death (1944) - inspectorul Lestrade
- National Velvet (1944) - dl. Greenford
- Cheile împărăției (The Keys of the Kingdom, 1944) - Alec Chisholm (nemenționat)
- Sherlock Holmes and the House of Fear (1945) - inspectorul Lestrade
- O mie și una de nopți (A Thousand and One Nights, 1945) - sultanul Kamar Al-Kir / prințul Hadji
- Kitty (1945) - dl. Jonathan Selby
- Tarzan and the Leopard Woman (1946) - comisarul
- Sherlock Holmes - Teroare în noapte (Terror by Night, 1946) - inspectorul Lestrade
- She-Wolf of London (1946) - inspectorul Pierce
- Anna and the King of Siam (1946) - Sir Edward
- Roll on Texas Moon (1946) - Cole Gregory
- The Strange Woman (1946) - Tim Hager
- The Crimson Key (1947) - Steven Loring
- Second Chance (1947) - Roger Elwood
- Golden Earrings (1947) - Hoff
- The Foxes of Harrow (1947) - profesorul de la Harrow
- Ajunul Crăciunului (Christmas Eve, 1947) - Williams-Butler
- Where There's Life (1947) - ministrul de război Grubitch
- If Winter Comes (1947) - Tiny Wilson
- Ruthless (1948) - dl. Burnside
- Joan of Arc (1948) - Sir William Glasdale
- Wake of the Red Witch (1948) - caăpitanul Munsey
- Bad Men of Tombstone (1949) - dl. Smith
- The Secret Garden (1949) - dl. Pitcher
- The Kid from Texas (1950) - maiorul Harper
- David and Bathsheba (1951) - Joab
- Caribbean Gold (1952) - Burford
- Plymouth Adventure (1952) - șeful poliției (nemenționat)

## Piese de teatru
- Hassan (1924), Masrur
- Katja (1926), Ivo
- Green Waters (1936), Ian McRuvie
- Jane Eyre (1936), dl. Rochester
- Virginia (1937), Sir Guy Carleton
- Empress of Destiny (1938), Potemkin
- The Circle (1938), lordul Porteous
- Lorelei (1938), Reprecht Eisenkranz
- The Burning Deck (1940), cpt. Applegate
- Heart of a City (1942), Leo Saddle
- The Haven (1946), Edmund Durward
- Căsătoria (1951), generalul

## Legături externe
- Dennis Hoey la Internet Movie Database
- en Dennis Hoey la Internet Broadway Database
- Dennis Hoey la Find a Grave